# Ivan Tauferer
Ivan Tauferer (Bolzano, 26 gennaio 1995) è un ex hockeista su ghiaccio italiano, di ruolo difensore.
In carriera ha militato principalmente nel Renon (con cui ha vinto 5 scudetti, una Alps Hockey League, due coppe Italia e altrettante supercoppe) e nel Bolzano.
Con la Nazionale italiana ha disputato il mondiale del 2019.
Si è ritirato al termine della stagione 2021-2022 a causa di un grave infortunio al polso patito nel 2020 e da cui non era riuscito a guarire nonostante i numerosi interventi chirurgici.